# Mwaya (Morogoro)
Mwaya è una circoscrizione mista (mixed ward) della Tanzania situata nel distretto di Ulanga, regione di Morogoro. Conta una popolazione di 8 763 abitanti (censimento 2012).